# 斯普林敦 (加利福尼亞州)
斯普林敦（英語：Springtown）是位於美國加利福尼亞州蒙特雷縣的一個非建制地區。該地的面積和人口皆未知。

## 地理
斯普林敦的座標為36°38′41″N 121°39′52″W / 36.64472°N 121.66444°W，而該地的平均海拔高度為16米（即52英尺）。